# 衛頃侯
衞頃侯（？—前855年），名已失，是中國西周時代諸侯國衞國的第8代君主，前任君主衞貞伯之子，衞侯之父。他行賄周夷王，使周夷王封他為侯爵，在位十二年而死。